# Viaduc de Temploux
Le viaduc de Temploux est un viaduc autoroutier enjambant la N93 (Namur-Nivelles) et la N912 (Jemeppe-Eghezée) pour assurer le passage de l'E42. Il est situé dans la commune de Namur, plus précisément à Temploux.